# Norberto Boggio
Norberto Constante Boggio (* 11. August 1931 in Santa Fe; † 18./19. Dezember 2021) war ein argentinischer Fußballspieler. Mit der Nationalmannschaft seines Heimatlandes nahm er an der Fußball-Weltmeisterschaft 1958 teil.

## Karriere

### Vereinskarriere
Norberto Boggio begann seine fußballerische Laufbahn im Jahre 1949 bei CA Banfield aus der gleichnamigen Stadt in der Provinz Buenos Aires. Bei dem Verein spielte er unter anderem zusammen mit Eliseo Mouriño, der zur gleichen Zeit wie Boggio argentinischer Nationalspieler wurde, was zur damaligen Zeit für Spieler von CA Banfield, der Verein spielte damals im unteren Bereich der Primera División und konnte seine erste Meisterschaft erst ein halbes Jahrhundert später gewinnen, nicht unbedingt selbstverständlich war. Bis ins Jahr 1956 blieb Norberto Boggio in Banfield und absolvierte 82 Spiele im Ligabetrieb für den Verein, in denen ihm 33 Tore gelangen. Ab 1957 spielte Boggio dann für CA San Lorenzo de Almagro aus Buenos Aires. In seiner dritten Spielzeit bei San Lorenzo de Almagro, wo er unter anderem zusammen spielte mit anderen argentinischen beziehungsweise auch ausländischen Fußballgrößen der damaligen Zeit wie José Sanfilippo, Ángel Berni oder Héctor Facundo, gelang Norberto Boggio sein erster und auch einziger nationaler Meistertitel in der Karriere, als seine Mannschaft in der Primera División den ersten Rang mit sieben Punkten Vorsprung vor dem Racing Club aus Avellaneda belegte und dabei die gesamte Spielzeit über ungeschlagen blieb. Durch diesen Titel war San Lorenzo de Almagro zur Teilnahme an der Copa Libertadores 1960 berechtigt, wodurch der Verein einer der Clubs ist, die an der Erstaustragung des wichtigsten Fußballwettbewerbs für Vereinsmannschaften in Südamerika teilnahmen. 1962 beendete Norberto Boggio seine Laufbahn im Trikot von CA San Lorenzo de Almagro. 1970 kehrte er noch einmal für kurze Zeit auf den Fußballplatz zurück und spielte für den mexikanischen Verein CF Atlante.

### Nationalmannschaft
In der argentinischen Fußballnationalmannschaft wurde Norberto Boggio zwischen 1958 und 1961 insgesamt elfmal eingesetzt. In diesen elf Spielen gelang ihm kein Tor. Von Argentiniens Nationaltrainer Guillermo Stábile wurde er ins Aufgebot der Südamerikaner für die Fußball-Weltmeisterschaft 1958 in Schweden berufen. Bei dem Weltturnier wurde er in einem Spiel seiner Mannschaft eingesetzt, im zweiten Gruppenspiel gegen Nordirland, in den Argentinien der einzige Sieg gelang, stürmte er an der Seite unter anderem von Omar Corbatta und Ludovico Avio. Die argentinische Mannschaft scheiterte bei der Weltmeisterschaft allerdings bereits nach der Vorrunde, nachdem die restlichen beiden Spiele gegen den amtierenden Weltmeister Deutschland und die Tschechoslowakei verloren gingen.